# 甘い鞭
『甘い鞭』（あまいむち）は、大石圭による2009年発表の官能ホラー小説。拉致監禁、レイプ、トラウマ、SMといった衝撃的な題材を取り扱っている。2013年、石井隆監督により映画化された。また、小説を原作とする同名のコミカライズ作品がある。

## あらすじ
美しき不妊治療医として活躍する一方で、SMクラブのM嬢“セリカ”としての顔を持つ奈緒子。奈緒子を慕う患者に対しては聖母のように、セリカを求める男たちに対しては嗜虐心をかりたてる生粋のM嬢として接する二重生活のはじまりは、17歳の頃に遭遇したある凄惨な事件だった。

## 登場人物
演 - 以下は映画版キャスト。
岬奈緒子（みさき なおこ）
演 - 32歳の奈緒子 壇蜜 / 17歳の奈緒子 間宮夕貴
17歳の頃、隣家に棲む男に拉致監禁され、1か月に渡り弄ばれ続けた末、男を殺害し辛うじて地獄から生還する。凄絶なトラウマを抱えたまま成長した現在は、不妊治療専門の医師として評価を得る一方、SMクラブの売れっ子M嬢“セリカ”としての顔も持つ。
藤田赳夫（ふじた たけお）
演 - 中野剛
17歳の奈緒子を誘拐し、自宅の地下室に監禁する。1か月に渡り彼女を性の奴隷として扱うが、最終的には奈緒子に殺害される。
岬加代子（みさき かよこ）
演 - 中島ひろ子
奈緒子の母親。奈緒子が行方不明となった当初はその身を案じるも、事件解決後、娘が受けた暴力とその現実を受け止めることができず、奈緒子との間に溝を生じさせてしまう。
木下景子（きのした けいこ）
演 - 屋敷紘子
32歳の奈緒子が、M嬢“セリカ”として所属するSMクラブのオーナー。自身もS嬢として勤務する。
鳴海（なるみ）
演 - 中山峻
SMクラブの用心棒。木下の片腕でもある。
醍醐（だいご）
演 - 竹中直人
SMクラブの上客。セリカ（奈緒子）と木下景子に、M嬢とS嬢の立場転換プレイを提案する。
神山（かみやま）
演 - 伊藤洋三郎
SMクラブの客。「真性のM嬢」というオーダーを提示し、セリカ（奈緒子）とプレイに及ぶ。
緊縛師の男
演 - 有末剛
SMクラブが契約している緊縛師。

## 書籍情報
- 大石圭『甘い鞭』角川書店〈角川ホラー文庫〉
  - 2009年5月23日発売 ISBN 978-4-04-357219-9[1]

## 映画
2013年9月21日公開の日本映画。R18+指定。

### スタッフ
- 監督・脚本：石井隆
- 撮影：佐々木原保志（JSC）・山本圭昭
- 照明：祷宮信
- 音楽：安川午朗
- 編集：村山勇二
- 美術：鈴木隆之
- 録音：北村峰晴
- 原作：大石圭『甘い鞭』
- ナレーション：喜多嶋舞
- 配給：角川書店

### 受賞
- 第37回日本アカデミー賞新人俳優賞（壇蜜）

### 関連商品
- 映画『甘い鞭』（角川書店、2014年2月28日発売）
  - 『甘い鞭（通常版）』：DVD版
  - 『甘い鞭（通常版）』：Blu-ray版
  - 『甘い鞭 ディレクターズ・ロングバージョン DVD BOX』：DVD版（特典DVD1枚付き2枚組）
  - 『【Amazon.co.jp限定】甘い鞭 ディレクターズ・ロングバージョン Blu-ray BOX』：Blu-ray版（特典DVD2枚つき3枚組）

## 漫画
艶々の作画による同名の漫画化作品が、日本文芸社の漫画雑誌『別冊漫画ゴラク』にて、2012年12月号から2014年4月号まで連載された。
作品としては全2巻完結となるが、単行本は日本文芸社〈ニチブンコミックス〉から第1巻のみが刊行され、第2巻は諸事情により未刊である。2015年5月16日に『甘い鞭 完全版』（上下2巻）がエンジェル出版から出版された。

### 単行本
- 漫画『甘い鞭』日本文芸社〈ニチブンコミックス〉 既刊1巻・以下未刊

1. 2013年9月、ISBN 978-4-537-13072-0）[7] ※「東京都青少年の健全な育成に関する条例」により不健全図書に指定[8]

- 『甘い鞭 完全版』エンジェル出版〈エンジェルコミックス〉
  - （上）ISBN 978-4873066417、（下）ISBN 978-4873066424